# 상주시의 행정 구역
상주시의 행정 구역은 1읍, 17면, 6행정동(36법정동)으로 구성되어 있다. 상주시의 면적은 2017년 2월 28일을 기준으로 1,254.78km2, 인구는 46,889세대, 101,713명이다.

## 행정 구역

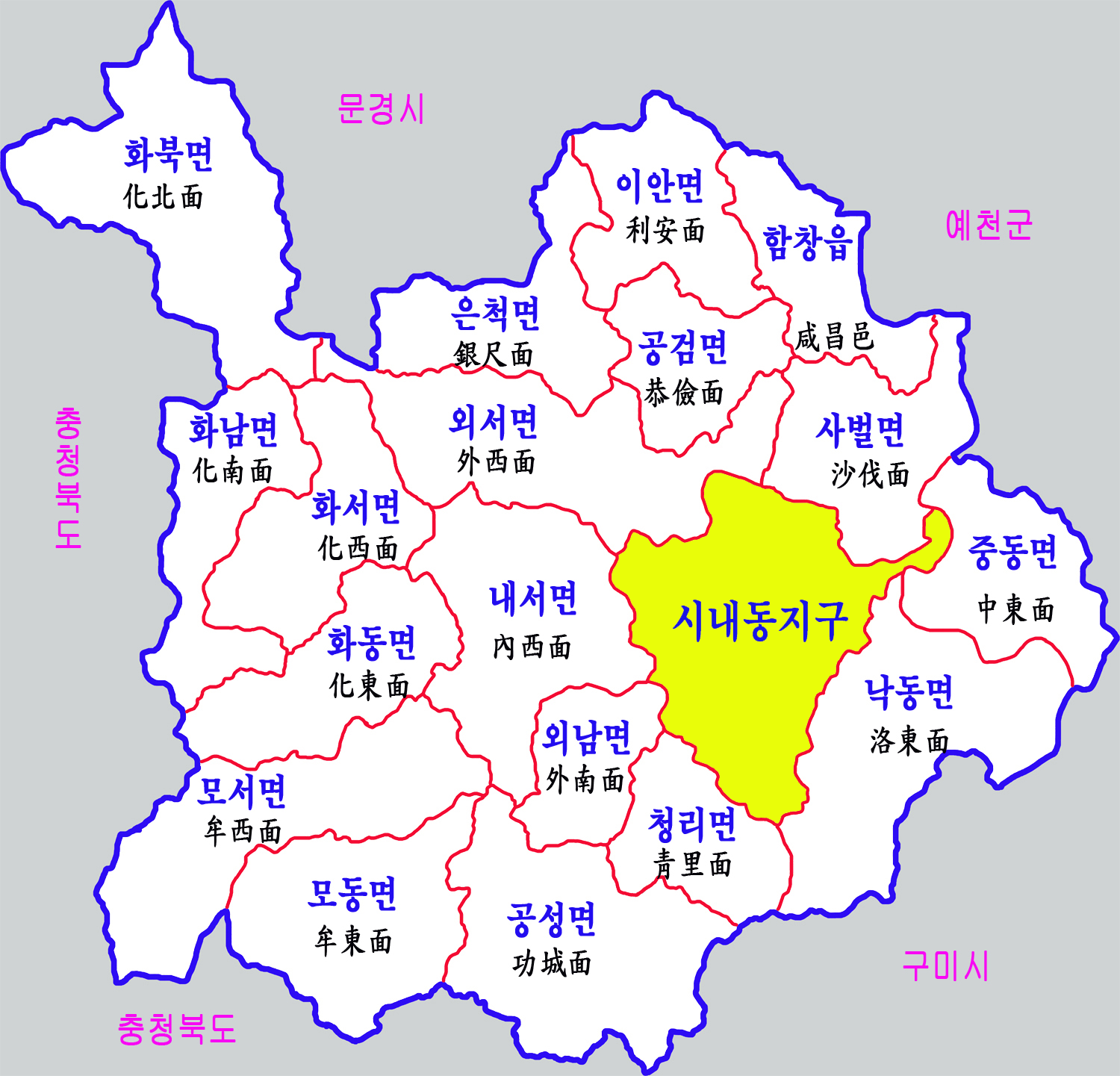
상주시의 행정 구역

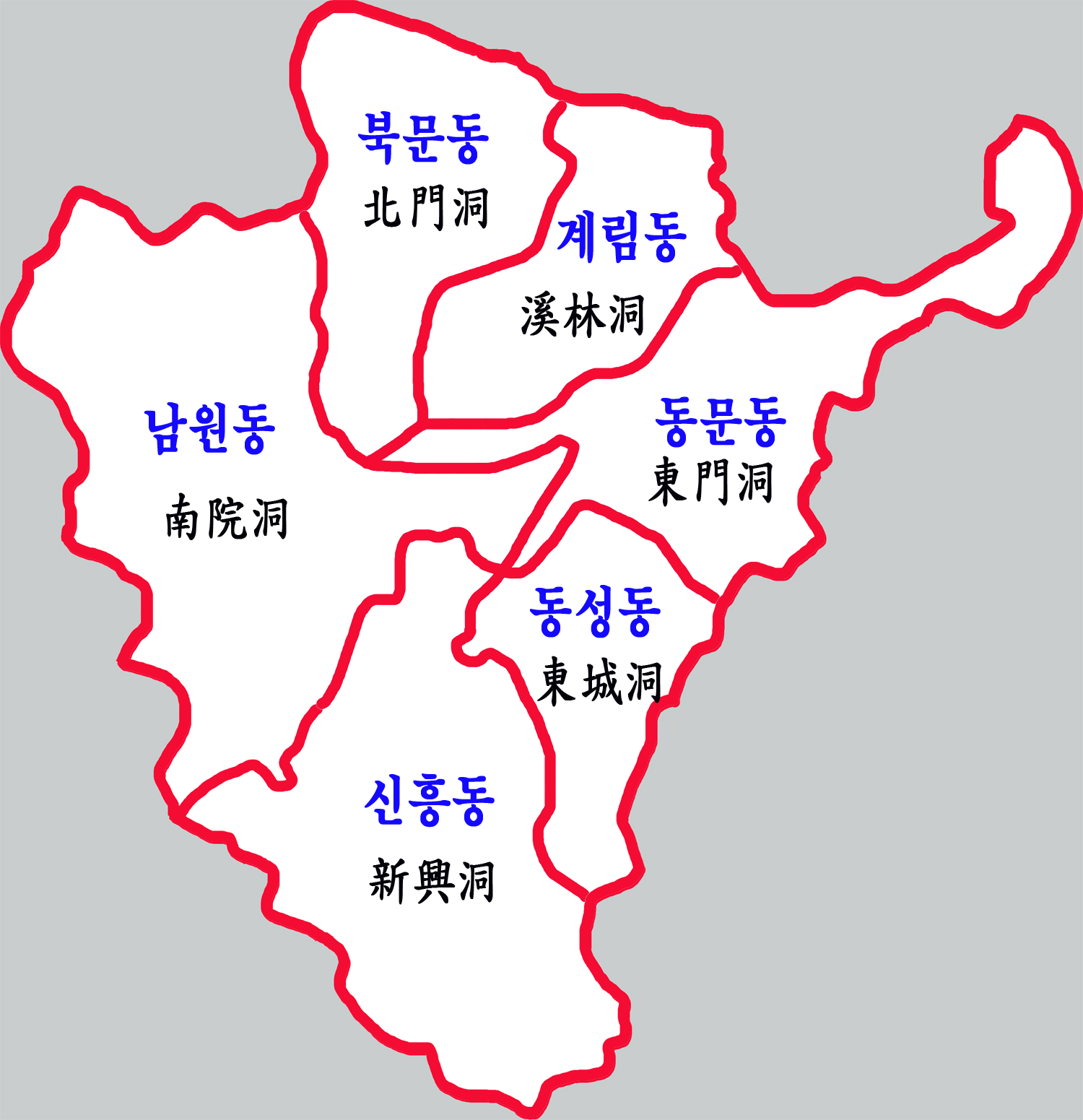
상주시내의 행정 구역

| 명칭              | 면적  | 세대  | 인구   | 법정동·리 |
| ----------------- | ----- | ----- | ------ | --- |
| 함창읍 咸昌邑     | 43.36 | 3,097 | 7,301  | 구향리(舊鄕里), 오동리(梧桐里), 오사리(梧沙里), 증촌리(曾村里), 교촌리(校村里), 나한리(羅汗里), 대조리(大鳥里), 윤직리(允直里), 덕통리(德通里), 척동리(尺洞里), 태봉리(台封里), 신흥리(新興里), 신덕리(新德里), 금곡리(金谷里), 하갈리(下葛里)                                                                 |
| 사벌국면 沙伐國面 | 57.37 | 1,912 | 4,488  | 덕담리(德潭里), 원흥리(元興里), 두릉리(杜陵里), 목가리(木可里), 덕가리(德可里), 용담리(龍潭里), 묵상리(墨上里), 묵하리(墨下里), 매협리(梅俠里), 매호리(梅湖里), 퇴강리(退江里), 엄암리(嚴岩里), 금흔리(錦欣里), 화달리(化達里), 삼덕리(三德里)                                                                 |
| 중동면 中東面     | 51.69 | 800   | 1,902  | 회상리(回上里), 오상리(梧上里), 죽암리(竹岩里), 간상리(肝上里), 신암리(新岩里), 금당리(金堂里), 우물리(于勿里) |
| 낙동면 洛東面     | 91.10 | 2,141 | 4,822  | 상촌리(上村里), 낙동리(洛東里), 장곡리(長谷里), 구잠리(九潛里), 물량리(物良里), 분황리(分皇里), 성동리(城東里), 신상리(新上里), 화산리(花山里), 내곡리(內谷里), 운평리(云坪里), 승곡리(升谷里), 비룡리(飛龍里), 용포리(龍浦里), 수정리(水晶里), 신오리(新梧里), 유곡리(柳谷里)                                 |
| 청리면 靑里面     | 39.59 | 1,486 | 3,499  | 원장리(遠墻里), 월로리(月老里), 청하리(靑下里), 청상리(靑上里), 마공리(馬孔里), 가천리(佳川里), 하초리(下草里), 수상리(水上里), 덕산리(德山里), 율리(栗里), 삼괴리(三槐里), 학하리(鶴下里) |
| 공성면 功城面     | 89.29 | 2,214 | 5,018  | 옥산리(玉山里), 금계리(金溪里), 장동리(掌洞里), 거창리(巨倉里), 영오리(靈梧里), 이화리(以花里), 산현리(山玄里), 평천리(平川里), 무곡리(茂谷里), 용안리(龍安里), 초오리(草梧里), 인창리(仁昌里), 용신리(龍新里), 효곡리(孝谷里), 봉산리(鳳山里), 오광리(五廣里), 우하리(于下里), 신곡리(申谷里), 도곡리(道谷里) |
| 외남면 外南面     | 33.22 | 854   | 2,058  | 구서리(舊書里), 소상리(召上里), 신촌리(新村里), 송지리(松支里), 신상리(新上里), 흔평리(欣坪里), 소은리(素隱里), 지사리(芝沙里) |
| 내서면 內西面     | 80.66 | 946   | 2,181  | 능암리(綾岩里), 신촌리(新村里), 북장리(北長里), 고곡리(古谷里), 서만리(西灣里), 서원리(西院里), 낙서리(洛西里), 평지리(平地里), 노류리(蘆柳里) |
| 모동면 牟東面     | 70.50 | 1,238 | 2,903  | 덕곡리(德谷里), 이동리(梨洞里), 용호리(龍湖里), 금천리(琴川里), 신천리(新川里), 상판리(上板里), 반계리(磻溪里), 정양리(正陽里), 신흥리(新興里), 수봉리(壽峰里) |
| 모서면 牟西面     | 84.99 | 1,234 | 2,727  | 삼포리(三浦里), 도안리(道安里), 소정리(召井里), 대포리(大杓里), 석산리(石山里), 가막리(可幕里), 지산리(芝山里), 화현리(花峴里), 득수리(得水里), 백학리(白鶴里), 정산리(井山里), 호음리(好音里) |
| 화동면 化東面     | 56.15 | 989   | 2,358  | 이소리(以所里), 선교리(仙橋里), 판곡리(板谷里), 어산리(於山里), 신촌리(新村里), 반곡리(盤谷里), 보미리(甫尾里), 양지리(陽地里), 평산리(平山里) |
| 화서면 化西面     | 59.52 | 1,336 | 3,077  | 신봉리(新鳳里), 상현리(上縣里), 달천리(達川里), 상용리(上龍里), 금산리(錦山里), 사산리(沙山里), 율림리(栗林里), 봉촌리(鳳村里), 지산리(池山里), 상곡리(上谷里), 하송리(下松里) |
| 화북면 化北面     | 99.40 | 814   | 1,772  | 용유리(龍遊里), 장암리(壯岩里), 상오리(上五里), 입석리(立石里), 중벌리(中伐里), 운흥리(雲興里) |
| 외서면 外西面     | 88.08 | 1,379 | 3,002  | 연봉리(蓮峰里), 관동리(官洞里), 개곡리(開谷里), 이천리(伊川里), 봉강리(鳳岡里), 백전리(栢田里), 가곡리(佳谷里), 관현리(官峴里), 우산리(愚山里), 이촌리(泥村里), 대전리(大田里), 예의리(禮儀里) |
| 은척면 銀尺面     | 53.95 | 916   | 1,890  | 봉중리(鳳中里), 봉상리(鳳上里), 우기리(于基里), 남곡리(南谷里), 문암리(文岩里), 두곡리(杜谷里), 장암리(壯岩里), 무릉리(武陵里), 황령리(黃嶺里), 하흘리(下屹里) |
| 공검면 恭儉面     | 39.50 | 1,246 | 2,668  | 부곡리(釜谷里), 동막리(東幕里), 병암리(屛岩里), 오태리(五台里), 양정리(楊亭里), 화동리(華洞里), 역곡리(力谷里), 율곡리(栗谷里), 예주리(曳舟里), 지평리(支坪里), 중소리(中所里) |
| 이안면 利安面     | 52.35 | 1,156 | 2,429  | 양범리(良凡里), 문창리(文昌里), 안용리(安龍里), 구미리(龜尾里), 대현리(大峴里), 아천리(雅川里), 지산리(芝山里), 흑암리(黑岩里), 소암리(小岩里), 여물리(與物里), 가장리(佳庄里), 이안리(利安里) |
| 화남면 化南面     | 54.39 | 454   | 911    | 동관리(東觀里), 평온리(坪溫里), 임곡리(壬谷里), 중눌리(中訥里), 소곡리(所谷里) |
| 남원동 南院洞     | 27.83 | 4,806 | 12,507 | 남성동(南城洞), 낙양동(洛陽洞), 개운동(開雲洞), 연원동(蓮院洞), 남장동(南長洞) |
| 북문동 北門洞     | 14.45 | 2,699 | 6,596  | 무양동(武陽洞), 만산동(蔓山洞), 죽전동(竹田洞), 부원동(釜院洞), 초산동(草山洞), 남적동(南積洞) |
| 계림동 溪林洞     | 11.75 | 3,484 | 8,445  | 계산동(溪山洞), 냉림동(冷林洞), 화산동(花山洞), 낙상동(洛上洞), 중덕동(中德洞) |
| 동문동 東門洞     | 18.14 | 4,027 | 10,181 | 복룡동(伏龍洞), 화개동(花開洞), 외답동(外畓洞), 헌신동(軒新洞), 병성동(屛城洞), 도남동(道南洞), 서문동(西門洞), 서성동(西城洞), 인봉동(仁鳳洞) |
| 동성동 東城洞     | 11.78 | 1,837 | 4,542  | 성하동(城下洞), 성동동(城東洞), 서곡동(書谷洞), 인평동(仁坪洞), 거동동(巨洞洞) |
| 신흥동 新興洞     | 25.77 | 3,484 | 9,713  | 신봉동(新鳳洞), 가장동(佳庄洞), 양촌동(梁村洞), 지천동(智川洞), 오대동(午臺洞), 흥각동(興角洞) |

## 역사
- 1914년 4월 1일 상주군, 함창군을 상주군으로 통폐합하였다.[1][2] (18면)

| 구 행정구역 | 구 행정구역 | 신 행정구역                                                                                            | 신 행정구역 |
| --- | ----------- | --- | ----------- |
| 상주군 내북면(內北面) 죽전리/초산리 일부, 발산리/연산리/쌍암리/기산리/기주리/초산리 일부, 냉정리/임하리, 북계리/신계리/소산리, 남성내리/남문외리/상남문리/낙중리 일부/(내서면)창내리, 동천리/수곡리/낙상리 일부, 낙중리 일부/어덕리/덕신리, 화전리/협산리 | 상주면      | 죽전리, 초산리, 냉림리, 계산리, 남정리(南町里), 낙상리, 중덕리, 화산리                                 |             |
| 상주군 내남면(內南面) 낙양리/천소리/남산리, 대개리/소개리/대방리/대제리/신기리, 오대리/신풍리, 신안리/봉대리/봉두리/봉원리/교촌, 지천리/와목리/오덕산리, 흥각리, 오갈리/도장리/이목리/창동/(청동면)가리 일부, 거물리/곡목리/장동, 도중리/서당리/화계리, 인통리/월평리/도상리/오암리 | 상주면      | 낙양리, 개운리, 오대리, 양산리, 신봉리, 지천리, 흥각리, 가장리, 거동리, 서곡리, 인평리                 |             |
| 상주군 내동면(內東面) 병성리, 도남리, 복룡리/율소리/외답리 일부, 하서문리/상서문리, 서성내리/북문외리, 외답리 일부, 성상리/무봉리/인목리, 내답리/병정리, 화개리, 성동리, 성하리 | 상주면      | 병성리, 도남리, 복용리, 서문외리, 서정동(西町洞), 외답리, 인봉리, 헌신리, 화개리, 성동리, 성하리       |             |
| 상주군 내서면(內西面) 내여리/외여리/자산리, 무동/봉양리/토성리, 부상리, 율선리/북상리/구리/둔덕리/고곡리, 낙서리, 유정리/내동/노산리/(외남면)이동, 농촌/묵동/퇴동, 북하리/추동/사자리/사기리/덕기리/무기리/영귀리, 가성리/유동/남신리/남장리, 구만리/장서리 일부, 약수리/동곡리/서곡리/율원리 일부, 미곡리/관기리/진동/숙도상리/숙도하리/신촌/용암리, 갈방리/개현리/평지리/동산리/신양리/복호리, 신상리/신하리/구서리/안양리/오대리/연정리                                              | 상주면      | 만산리, 무양리, 부원리                                                                                 |             |
| 상주군 내서면(內西面) 내여리/외여리/자산리, 무동/봉양리/토성리, 부상리, 율선리/북상리/구리/둔덕리/고곡리, 낙서리, 유정리/내동/노산리/(외남면)이동, 농촌/묵동/퇴동, 북하리/추동/사자리/사기리/덕기리/무기리/영귀리, 가성리/유동/남신리/남장리, 구만리/장서리 일부, 약수리/동곡리/서곡리/율원리 일부, 미곡리/관기리/진동/숙도상리/숙도하리/신촌/용암리, 갈방리/개현리/평지리/동산리/신양리/복호리, 신상리/신하리/구서리/안양리/오대리/연정리                                              | 내서면      | 고곡리, 낙서리, 노류리, 능암리, 북장리, 남장리, 서만리, 서원리, 신촌리, 평지리, 연원리                 |             |
| 상주군 외서면(外西面) 나하리/나상리/오가리, 개곡리/덕산리, 남상리/남하리, 중산리/농산리/관동/마평리, 곡상리/곡중리/곡하리/가산리 일부, 임천리/이촌 일부/(함창군 수상면)상흘리 일부, 대상리/대하리/신점리/중당리/갈동, 고지리/연봉리/막곡리/(함창군 남면)양정리 일부/화동 일부, 예의동/대중리, 백상리(栢上里)/백중리(栢中里)/신기리/신안리, 행신리/백상리(白上里)/백중리(白中里)/백하리/(내서면)지목리/봉산리, 상우산리/하우산리/관신리/(내서면)장서리 일부, 이상리/이중리/행기리/행현리 | 외서면      | 가곡리, 개곡리, 남적리, 관동리, 관현리, 이촌리, 대전리, 연봉리, 예의리, 백전리, 봉강리, 우산리, 이천리 |             |
| 상주군 외남면(外南面) 구서리/고곡리/안령리, 소상리/소중리/소하리/각회리, 소은리/지정리/조정리/금당리/도계리/상두서리/하두중리/문산리, 송지동/지내리/죽문리/송호리, 신상리/수자동/상산천리/죽전리/신하리/목암리, 신촌/미리/서당리/지산리/내동/지당리, 지사리/상병리/하병리/구정리, 흔평리/수동리/지곡리/정평리/용산리/천곡리/수안리/부곡리/축산리/갈방리/수서리 | 외남면      | 구서리, 소상리, 소은리, 송지리, 신상리, 신촌리, 지사리, 흔평리                                         |             |
| 상주군 중북면(中北面) 묵상리 일부, 묵하리, 엄정리/풍암리, 금곡리/흔곡리, 달천리/화룡리, 덕양리/덕음리/삼봉리 | 사벌면      | 묵상리, 묵하리, 엄암리, 금흔리, 화달리, 삼덕리                                                         |             |
| 상주군 외북면(外北面) 백담리/덕평리/신덕리/(내북면)낙상리 일부, 황룡리/지촌, 두릉리, 목과리/추가리/송원리, 덕상리/가막리, 협촌/매중리 일부, 매하리/매호리/매중리 일부, 퇴상리/퇴중리/퇴하리 일부 | 사벌면      | 덕담리, 용담리, 두릉리, 목가리, 덕가리, 매협리, 매호리, 퇴강리                                         |             |
| 상주군 대평면(大坪面) 사리/백원리/신흥리 | 사벌면      | 원흥리                                                                                                 |             |
| 상주군 중동면(中東面) 간상리/간하리/중방리/당촌, 금당리/월상리/월하리, 신암리/면진리/월방리, 오상리/오하리/대비리/구중리 일부, 우물리/가사리/정곡리/사동, 구상리/죽암리/소비리/구중리 일부, 회상리/회하리/갈전리/응동 | 중동면      | 간상리, 금당리, 신암리, 오상리, 우물리, 죽암리, 회상리                                                 |             |
| 상주군 외동면(外東面) 구잠리/구도리/불현리, 진두리/원지리/절항리, 물량리/포양리, 분황리/구촌, 성동리, 신상리/신하리/구주리, 장곡리/덕촌/대산리/송계리 | 낙동면      | 구잠리, 낙동리, 물량리, 분황리, 성동리, 신상리, 장곡리                                                 |             |
| 상주군 장천면(長川面) 행동/신곡리/흥곡리/천상리/신암리/소하리/내하리/신기리/관곡리/내중리/내동/신하리, 평오리/용중리/용하리/반포리, 문현리/문산리/법곡리/매곡리/구암리/암상리/관상리/관하리/유천리/유포리/우산리, 수상리/수중리/수하리, 비래리/용상리/안기리, 신상리/신중리/신하리/제동/요포리/통서리/옥곡리/송천리/승상리/승중리/승하리, 신평리/돌애리/운가리/금천리, 화원리/소중리/송암리/화림리/반계리/대사리/연촌/한평리/화전리/화암리/삼갈리/화실리/송계리/화계리/불당리/화신리    | 낙동면      | 내곡리, 용포리, 유곡리, 수정리, 비룡리, 상촌리, 신오리, 승곡리, 운평리, 화산리                         |             |
| 상주군 청동면(靑東面) 삼괴정리/가라리/석단리/대지리/(외남면)상두동리/하두서리, 상율리/하율리/송령리/벽암리/석평리/장홍리, 반포리/기령리/임호리/양곡리/수중리, 월로리/금동/매학리/신원리/장승리, 용연리/중평리/하평리/두곡리/덕촌/은곡리/염곡리, 상현리/낙평리/원곡리/대현리/원포리/대은리/송촌/하현리/한곡리/청호리/신청리, 도산리/백옥리/구만리/가정리/가리 일부 | 청리면      | 삼괴리, 율리, 원장리, 월로리, 청상리, 청하리, 학하리                                                   |             |
| 상주군 청남면(靑南面) 가천리/유서리/부담리/사계리, 마공리/마신리/봉계리, 덕산리/신전리, 수상리, 하초리, 용상리/신서리/임하리/사동, 탑동/화림리/석수동, 상초리/도촌/오촌/고지리 일부, 효곡리/무수동/(외남면)왕상리/왕하리/왕서리/왕신리 | 청리면      | 가천리, 마공리, 덕산리, 수상리, 하초리                                                                 |             |
| 상주군 청남면(靑南面) 가천리/유서리/부담리/사계리, 마공리/마신리/봉계리, 덕산리/신전리, 수상리, 하초리, 용상리/신서리/임하리/사동, 탑동/화림리/석수동, 상초리/도촌/오촌/고지리 일부, 효곡리/무수동/(외남면)왕상리/왕하리/왕서리/왕신리 | 공성면      | 용신리, 인창리, 초오리, 효곡리                                                                         |             |
| 상주군 공동면(功東面) 방교리/창리/화현리/거야리, 영수리/웅곡리/오동, 구룡동/신안리/다부동, 무곡리, 안산리/보현리, 학산리/옥산리/주산리/상신시리/하신시리/회동, 화봉리/수성동/상이음리/중이음리/하이음리, 평천리 | 공성면      | 거창리, 영오리, 용안리, 무곡리, 산현리, 옥산리, 이화리, 평천리                                         |             |
| 상주군 공서면(功西面) 간하리 일부, 금계리/양곡리/중평리/장산리/상현리/하현리/(청남면)고지리 일부, 도하리/도상리/도능리, 상송리/하송리/동상리/(청남면)회룡리/고지리 일부, 신곡리, 광동/오감리/덕곡리, 장평리/이산리/도정리 | 공성면      | 간하리, 금계리, 도곡리, 봉산리, 신곡리, 오광리, 장동리                                                 |             |
| 상주군 모동면(牟東面) 송정리/무릉리/서당리/죽전리/이천리, 원산리/송산리/덕곡리/안평리, 창리/용호리/장수리/신안리/사천리, 상이리/하이리/쌍암리/구암리/호계리, 반계리/판점리/신계리/산곡리/하판리/산하리/신곡리, 상판리/송계리/증산리/(청남면)신안리/(공서면)신기리/우하리 일부, 옥동/일실리/신덕리/오도리/동산리, 신천리/금암리/대안리, 신흥리/도효리/지장리/화양리, 정양리/화장리/화림리/감현천리                                                                                       | 모동면      | 금천리, 덕곡리, 용호리, 이동리, 반계리, 상판리, 수봉리, 신천리, 신흥리, 정양리                         |             |
| 상주군 모서면(牟西面) 원당리/가막리/서암리/돌산리 일부, 노산리/대포리, 운산리/가산리/금잔리/도안리, 득수리/통곡리/유방리/의동, 백학리/지동/목과리/저암리, 삼포리/사제리, 내동/갈천리/도천리/덕암리/봉양리/돌산리 일부, 소정리/학소리/대우리/선유동, 옹점리/정산리/작도리/성현리, 건지리/지산리/백은리/율평리/신금리/화림리, 호음리/점남리/대관리/노다리, 율계리/신천리/장효리/화현리/나화리/대전리                                                                                      | 모서면      | 가막리, 대포리, 도안리, 유방리, 백학리, 삼포리, 석산리, 소정리, 정산리, 지산리, 호음리, 화현리         |             |
| 상주군 화동면(化東面) 봉정리/용암리/반곡리/내반리/은소리, 종곡리/효곡리/연봉리/송학리/보미리/송암리, 봉암리/신기리/갈평리/신포리/선교리/백자리, 옥하리/유계리/유리/수분리/신촌, 자하리/덕신리/양지리/설품리, 호계리/상기리/어산리/수방리, 어방리/이소리/관제리/예전리, 마륜리/대전리/반곡리, 복수리/평산리/회동 | 화동면      | 반곡리, 보미리, 선교리, 신촌리, 양지리, 어산리, 이소리, 판곡리, 평산리                                 |             |
| 상주군 화북면(化北面) 용유리/화산리, 회룡리/산직리/의상리/장담리/입석리/상돌리 일부, 상오리/하오리/장각리/서령리, 용흥리/신곡리/신촌/화평리/운흥리, 하돌리/장암리/상돌리 일부, 중벌리/신흥리/율현리, 동관음리/갈동/동비령리/평온리 일부/(화서면)송천리 일부, 상봉리/소곡리/맹곡리, 하임리/상임리, 중눌리/상눌리/송정리, 휴암리/평온리 일부/(화서면)도계리 | 화북면      | 용유리, 입석리, 상오리, 운흥리, 장암리, 중벌리, 동관리, 소곡리, 임곡리, 중눌리, 평온리                 |             |
| 상주군 화서면(化西面) 산수리/서원리/금천리 일부, 봉천리/봉성리/신경리/금성리/달성리/임정리, 수부리/율현리/장림리 일부/(화북면)유산리, 원통리/전리/교촌/봉강리/장림리 일부, 사곡리/용강리/우산리/황산리/마암리, 계곡리/명통리/동점리/금곡리/상달리/(내서면)율원리 일부, 상봉리/상촌/복룡리/기동/금천리 일부, 상현리/하현리/중양리/봉전리/무동, 이동/율의리/봉정리/신봉리/당전리, 지산리/외항리, 산성리/하달리/중달리/성천리 일부                                                         | 화서면      | 금산리, 달천리, 율림리, 봉촌리, 사산리, 상곡리, 상용리, 상현리, 신봉리, 지산리, 하송리                 |             |
| 상주군 은척면(銀尺面) 미산리/덕산리/남곡리, 원당리/동막리/포양리/두곡리, 세곡리/신당리/상리/무릉리/하신리 일부/(함창군 상서면)신리 일부/아천리 일부, 와동/문암리, 봉상리/죽림리, 봉중리, 가정리/용동/창리/우기리, 수예리/어운리/장암리/관기리/(함창군 상서면)구미리 일부 | 은척면      | 남곡리, 두곡리, 무릉리, 문암리, 봉상리, 봉중리, 우기리, 장암리                                         |             |
- 1931년 4월 1일 상주면을 상주읍으로 승격하였다.[3] (1읍 17면)
- 1950년 2월 10일 화북면 남부출장소를 설치하였다. (1읍 18면)
- 1966년 7월 1일 모서면 서부출장소등 5개 출장소가 설치되고, 이안면 저음리가 문경시 가은읍에 편입되었다.
- 1979년 5월 1일 상주읍에 중부 등 4개 출장소가 설치되었다.
- 1980년 12월 1일 함창면을 함창읍으로 승격하였다.[4] (2읍 17면)
- 1986년 1월 1일 상주읍 일원을 상주시로 승격하였다.[5]

| 법률 제3798호                                         |               |
| 기존                                                  | 행정구역      |
| 상주읍 남성동, 낙양동, 개운동                         | 상주시 남원동 |
| 내서면 연원리, 남장리                                 | 상주시 남원동 |
| 상주읍 만산리, 죽전리, 부원리, 초산리, 무양동         | 상주시 북문동 |
| 외서면 남적리                                         | 상주시 북문동 |
| 상주읍 계산리, 화산리, 낙상리, 중덕리, 냉림동         | 상주시 계림동 |
| 상주읍 화개리, 외답리, 헌신리, 병성리, 도남리, 복룡동 | 상주시 동문동 |
| 상주읍 서곡리, 인평리, 거동리, 성하동, 성동동         | 상주시 동성동 |
| 상주읍 서문동, 인봉동, 서성동                         | 상주시 중앙동 |
| 상주읍 신봉동, 가장동, 양촌동, 지천동, 오대동, 흥각동 | 상주시 신흥동 |
- 1989년 1월 1일 함창읍 윤직리 일부(윤직2리)가 점촌시에 편입되었다.
- 1989년 4월 1일 화북면 남부출장소가 화남면으로 승격되었다.
- 1995년 1월 1일 상주시·상주군 각 일원을 관할로 도농복합형태의 상주시가 설치되었다.(1읍 17면 1동)[6]
- 1998년 10월 12일 중앙동을 동문동에 합동하였다.(1읍 17면 6동)
- 2020년 1월 1일 사벌면을 사벌국면(沙伐國面)으로 개칭하였다.